# Park Narodowy Northumberland

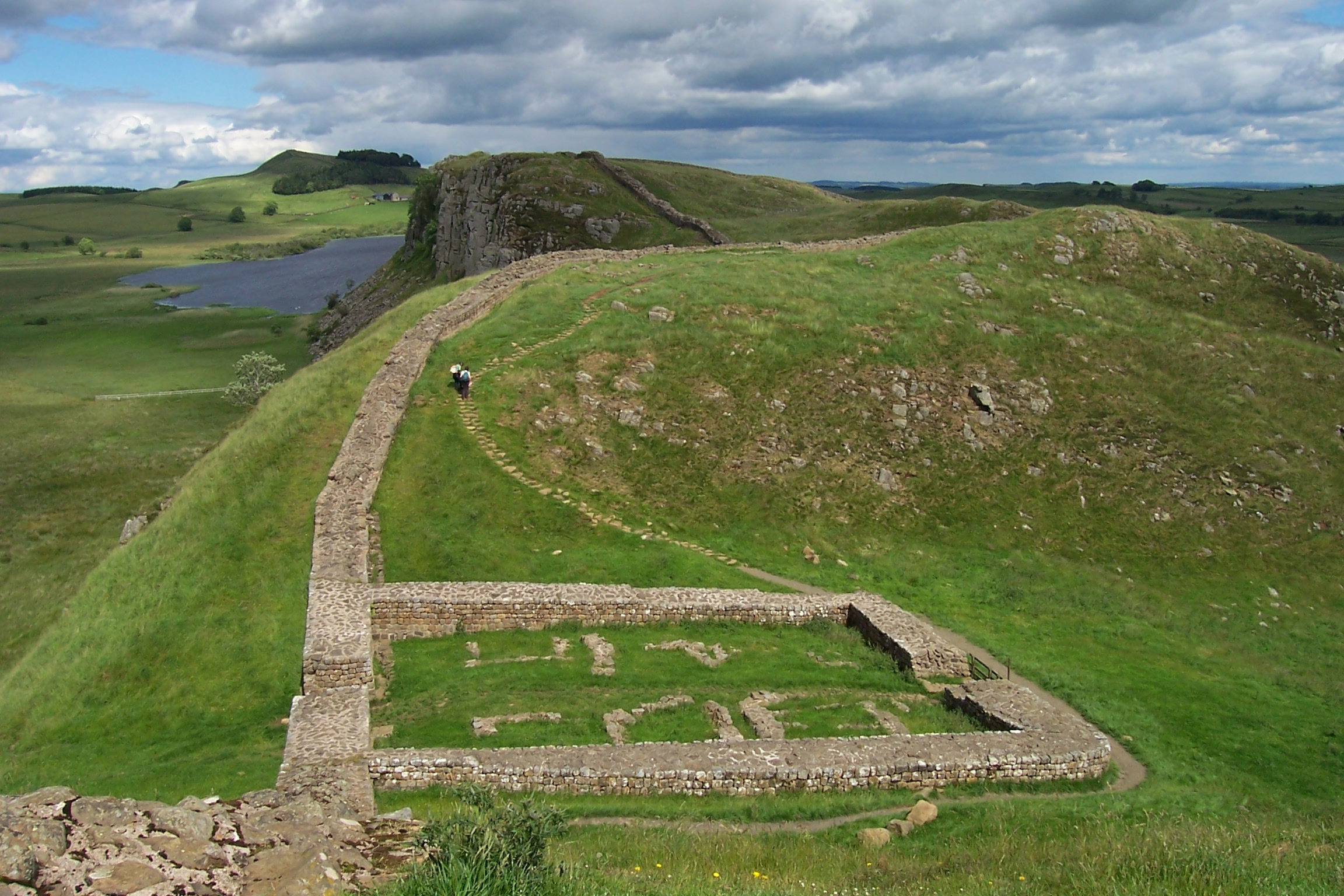
Fragment Wału Hadriana oraz pozostałości rzymskiego fortu na terenie parku

Park Narodowy Northumberland – park narodowy w Wielkiej Brytanii, położony w północno-wschodniej części Anglii. Park leży na terenie hrabstwa Northumberland i obejmuje 1049 km² jego powierzchni (prawie ćwierć powierzchni hrabstwa). Park leży w zachodniej części Northumberland, pomiędzy granicą ze szkockim hrabstwem Borders na północy a obszarami leżącymi na południe od Wału Hadriana. Jest najdalej na północ wysuniętym parkiem narodowym Anglii.
W Parku Narodowym Northumberland można wyróżnić trzy główne obszary podlegające ochronie:
1. na północy leży pasmo wzgórz i niskich gór Cheviot Hills,
2. w środkowej części parku chronione są rozległe wrzosowiska (częściowo zajęte przez komercyjną plantację leśną Kielder Forest),
3. na południu środkową część przebiegu Muru Hadriana.

Na terenie Parku w podłożu dominują twarde skały bazaltowe. Krajobraz tworzą w większości łagodne, łatwo dostępne wzgórza porozdzielane szerokimi dolinami, którymi spływają liczne rzeki i potoki. Lokalnie mają one charakter górski, z progami skalnymi i wodospadami. Do ważniejszych cieków wodnych należą: North Tyne z dużym zbiornikiem wodnym, służącym rekreacji, Rede, Coquet, Burn i Till. Na uwagę zasługuje zróżnicowany układ roślinności, od trawiastych muraw i wilgotnych łąk nad ciekami wodnymi przez wrzosowiska po rozmaite ekosystemy leśne, wśród których (choć stanowią one poniżej 10 % powierzchni Parku) znajdziemy bogate w gatunki zadrzewienia nadrzeczne i bory sosnowe.
10 tysięcy lat ludzkiego osadnictwa na terenie parku jest udokumentowane licznymi stanowiskami archeologicznymi jak grodzisko w Harehaugh, liczne rzymskie ruiny i pozostałości wzdłuż Wału Hadriana czy peel towers.
Ogółem park chroni 229 zabytków Wielkiej Brytanii, 425 obiektów archeologicznych 4000 stanowisk archeologicznych, 31 miejsc ochrony przyrody obejmujących ponad 10 000 hektarów, trzy rezerwaty przyrody, dwa Trails i jeden obszar Ramsar.
Park został utworzony w 1956 roku. Jego obszar nie jest w całości własnością państwową - znaczna jego część należy do właścicieli prywatnych. Przyjęto, że Park finansowany będzie w 75 % ze środków państwowych, zaś 25 % ma pochodzić z funduszy samorządowych.
Jest to jeden z najsłabiej zaludnionych i najrzadziej odwiedzanych parków narodowych na terenie Wielkiej Brytanii. Tym nie mniej posiada na obrzeżach dobrze zorganizowaną infrastrukturę turystyczną (parkingi, miejsca piknikowe, kempingi itp.), a na swym terenie kilka wytyczonych szlaków turystycznych.
Symbolem parku jest kulik wielki.
Blisko 1/4 powierzchni parku (ponad 230 km²) zajmuje poligon wojskowy Otterburn Ranges, w użyciu od 1911 roku.